# Fulengia
Fulengia là một chi khủng long, được Carroll & Galton mô tả khoa học năm 1977.